# Rio Beznea
O Rio Beznea é um rio da Romênia afluente do Rio Crişul Repede, localizado no distrito de Bihor.